# سنگ‌نگاره دره فورگ
سنگ نگاره دره فورگ مربوط به دوران‌های تاریخی پس از اسلام است و در شهرستان درمیان، روستای فورگ واقع شده و این اثر در تاریخ ۷ مهر ۱۳۸۱ با شمارهٔ ثبت ۶۳۶۶ به‌عنوان یکی از آثار ملی ایران به ثبت رسیده است.